# Anne Marie Pohtamo
Anne Marie Pohtamo (Helsinki, Finlandia, 15 de agosto de 1955) es una actriz, modelo y reina de belleza finlandesa, que fue la segunda mujer en Finlandia en conseguir la corona de Miss Universo. Ganó la corona de Miss Universo en 1975 en el concurso de belleza que tuvo lugar en El Salvador. [cita requerida]
Pohtamo fue corona por la ganadora de Miss Universo de 1972, Kerry Anne Wells, y no por su predecesora Amparo Muñoz, ya que Muñoz renunció después de seis meses de reinado, cuando se negó a viajar a Japón. Se convirtió en la segunda finlandesa en reclamar el título de Miss Uniserso, 23 años después de Armi Kuusela. Pohtamo luego persiguió una carrera de modelo y en el cine, siendo acreditada como Anne Pohtamo o como Anne Pohtamo-Hietanen. Se casó con Arto Hietanen en 1980, y tiene cuatro hijos. [cita requerida]
Pohtamo es parcialmente descendiente de rusos.